# Чалый, Григорий Сергеевич
Григорий Сергеевич Чалый (род. 1905 — 1981) — советский государственный деятель, председатель Черновицкого облисполкома. Депутат Верховного Совета УССР 4-го созыва.

## Биография
Член ВКП(б) с 1928 года.
Находился на партийной и советской работе.
С 1944 года — 1-й секретарь Черновицкого районного комитета КП(б)У Черновицкой области.
10 марта 1953 — 24 октября 1955 г. — председатель исполнительного комитета Черновицкого областного совета депутатов трудящихся.

## Награды и отличия
- орден Отечественной войны 1-й ст. (1.02.1945)
- орден Трудового Красного Знамени (23.01.1948)
- Орден «Знак Почёта»
- медали